# ميتسورو هاسيغاوا
ميتسورو هاسيغاوا (باليابانية: 長谷川 満) (3 فبراير 1979 في فوكوي في اليابان – )؛ هو لاعب كرة قدم ياباني سابق كان يلعب كمهاجم.

## وصلات خارجية
- ميتسورو هاسيغاوا على موقع رابطة كرة القدم اليابانية للمحترفين (اليابانية)
- ميتسورو هاسيغاوا على موقع Soccerway.com (الإنجليزية)